# جنبش بسیج معنوی ملی (ژاپن)

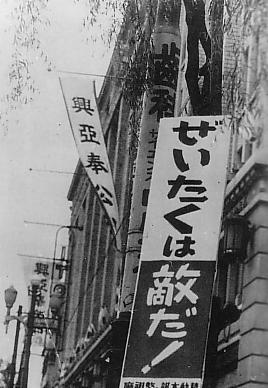
تجمل دشمن ماست "پرچم جنبش بسیج معنوی ملی

جنبش بسیج معنوی ملی (به ژاپنی: 国民精神総動員運動, Kokumin Seishin Sōdōin Undō) سازمانی است که در امپراتوری ژاپن به عنوان بخشی از کنترل سازمان‌های غیرنظامی تحت قانون ملی بسیج توسط نخست‌وزیر ژاپن فومیمارو کونوئه تأسیس شد.